# تشارلز روبرت كونيل
تشارلز روبرت كونيل (بالإنجليزية: Charles Robert Connell)‏ هو سياسي أمريكي، ولد في 22 سبتمبر 1864 في سكرانتون في الولايات المتحدة، وتوفي بنفس المكان في 26 سبتمبر 1922. حزبياً، نشط في الحزب الجمهوري. وقد انتخب عضو مجلس النواب الأمريكي.